# Râul Ursu, Arieș
Râul Ursu este un curs de apă, afluent al râului Săgagea.

## Hărți
- Harta Munții Apuseni
- Harta Județul Alba